# Albert Spear Hitchcock

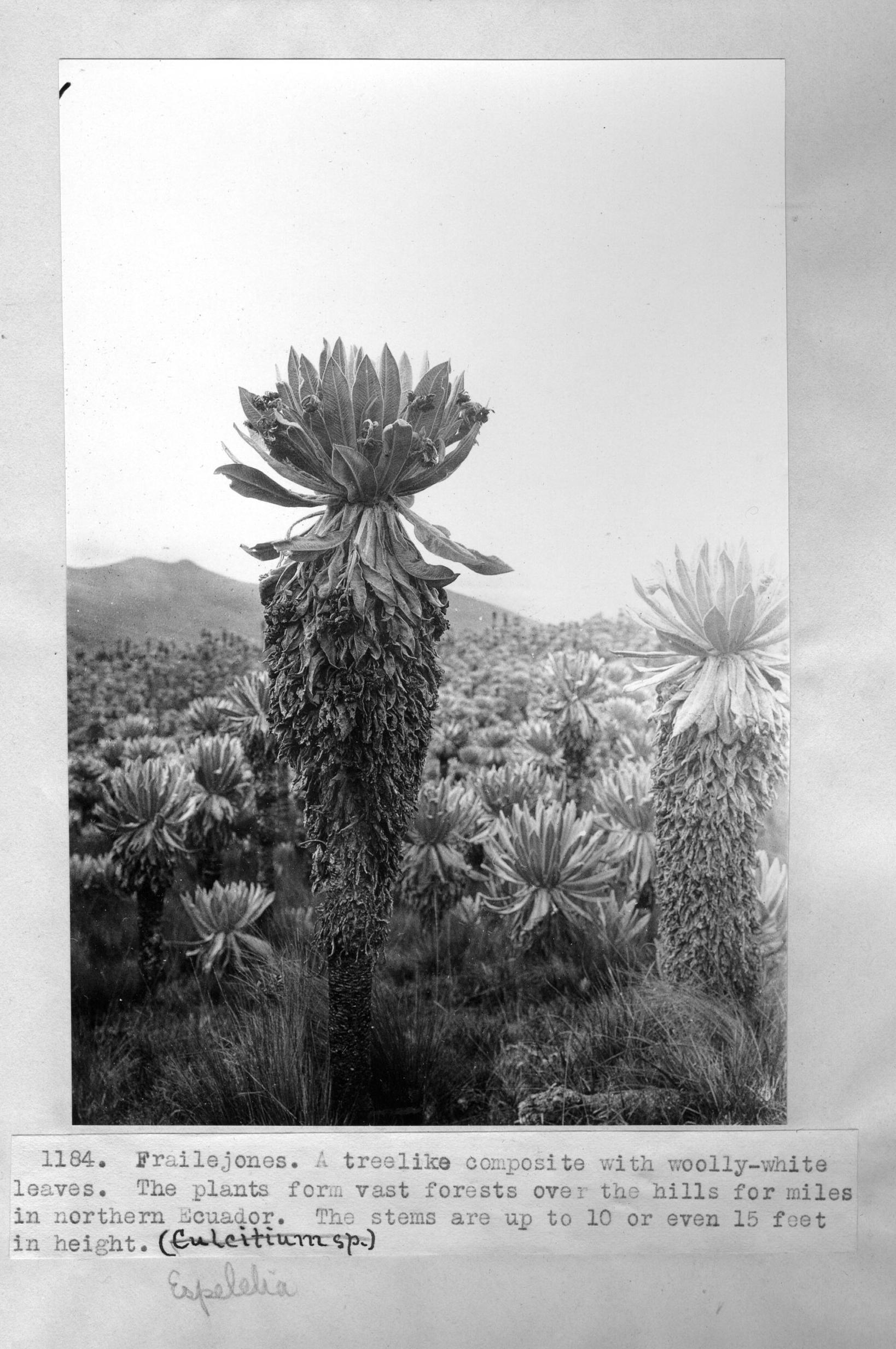
Frailejones en el Ecuador, fotografía de Hitchcock, c. 1923-1924.

Albert Spear Hitchcock (4 de septiembre de 1865, Owosso, Míchigan-16 de diciembre de 1935) fue un botánico y agrónomo sistemático estadounidense especializado en las herbáceas.

## Biografía
Nace en Owosso, Míchigan. Realizó varias expediciones a Alaska. Estudió en la Universidad Estatal de Iowa en tres grados. Luego trabajó durante diez años como profesor de botánica en la Universidad Estatal de Kansas, de 1901 a 1935, luego fue agrostólogo del Herbario Nacional de Estados Unidos. En el camino de vuelta de una visita de estudio a algunos herbarios europeos, falleció en 1935 en el alta mar atlántico, a bordo del Ciudad de Norfolk.
Fue director del Ministerio de Agricultura de Estados Unidos de 1928 hasta su fallecimiento. Publicó más de 250 trabajos en el curso de su carrera.
Fue coautor de Axonopus leptostachyus, Amphicarpum muehlenbergianum, Zea perennis, por ejemplo.

## Obra
- AS Hitchcock (1950). Manual of the Grasses of the United States v. 1 (en inglés).
- AS Hitchcock et Agnes Chase (1950). Manual of the Grasses of the United States (en inglés).
- AS Hitchcock (1917).  US national herbarium, ed. Manual of the Grasses of the West Indies (en inglés). 18 (17).
- AS Hitchcock (1903).  USDA. Bureau of Plant Industry. Bulletin, ed. North American species of Leptochloa (en inglés).
- AS Hitchcock (1919). Contributions from the Untied States National Herbarium Volume 21: Flora of the District of Columbia nd Vicinity (en inglés).
- AS Hitchcock (1922).  Contributions from the United States National Herbarium, ed. Grasses of British Guiana (en inglés).
- AS Hitchcock (1921). A manual of farm grasses (en inglés).
- AS Hitchcock (1925).  Smithsonian Institution. United States National Museum. Contributions from the United States National Herbarium, ed. The North American species of Stipa: Synopsis of the South American species of Stipa (en inglés).
- Chase, MA. 1922. First Book of Grasses: The Structure of Grasses Explained for Beginners. New York: Macmillan. Última ed. en la Hunt Botanical Library collection
- Chase, MA. 1929. The North American Species of Paspalum. Washington D. C.: Government Printing Office. [Contrib. U.S. Natl. Herb. 28 (1)]
- Chase, MA; CD Niles, comps. 1962. Index to Grass Species. 3 vols. Boston: G. K. Hall. En Colección Biblioteca Hunt Botanical
- Hitchcock, AS. 1905. North American Species of Agrostis. Washington, DC: Government Printing Office. [USDA Bur. Pl. Industr. Bull. 68]
- Hitchcock, AS. 1914. A Text-Book of Grasses with Special Reference to the Economic Species of the United States. New York: Macmillan.
- Hitchcock, AS. 1920. The Genera of Grasses of the United States: With Special Reference to the Economic Species. Washington, DC: USDA. [USDA Bull. (1915–23) 772]
- Hitchcock, AS. 1925. Methods of Descriptive Systematic Botany. New York: Wiley. En Hunt Botanical Library collection
- Hitchcock, AS. 1935. Manual of the Grasses of the United States. Washington, DC: Government Printing Office. [USDA Misc. Publ. 200.] En Hunt Botanical Library collection
- Hitchcock, AS. 1936. Manual of the Grasses of the West Indies. Washington, DC: Government Printing Office. [USDA Misc. Publ. 243.] En Hunt Botanical Library collection.
- Hitchcock, AS. 1950. Manual of the Grasses of the United States, 2ª ed. (Revisado × A Chase.) Washington, DC: Government Printing Office. [USDA Misc. Publ. 200] En Hunt Botanical Library collection
- Hitchcock, AS; A Chase. 1910. The North American Species of Panicum. Washington, DC: Government Printing Office. [Contrib. U.S. Natl. Herb. 15]

## Honores

### Eponimia
- (Poaceae) Hitchcockella A.Camus[1]
- La abreviatura «Hitchc.» se emplea para indicar a Albert Spear Hitchcock como autoridad en la descripción y clasificación científica de los vegetales.[2]